# Lê Thị Công Nhân
Lê Thị Công Nhân (sinh năm 1979) là một luật sự và nhân vật bất đồng chính kiến ở Việt Nam.

## Tiểu sử
Lê Thị Công Nhân sinh năm 1979 tại huyện Gò Công Tây, tỉnh Tiền Giang, Việt Nam, xuất thân trong một gia đình công nhân viên chức, trú tại Khu tập thể Văn phòng Chính phủ, phường Phương Mai, quận Đống Đa, Hà Nội. Cô mới lên 2 tuổi thì ba mẹ ly dị.
Cô tốt nghiệp Trường Đại học Luật Hà Nội năm 2001.
Năm 2004 cô tốt nghiệp lớp luật sư và công tác tại bộ phận thư ký quan hệ quốc tế, Văn phòng Đoàn Luật sư Hà Nội. Năm 2005, cô thôi việc tại Văn phòng Đoàn Luật sư Hà Nội để về làm việc tại Văn phòng Luật sư Thiên Ân.
Lê Thị Công Nhân là thành viên của Khối 8406 và đồng thời là đảng viên của Đảng Thăng Tiến Việt Nam.
Lê Thị Công Nhân bị bắt tạm giam tại Hà Nội vào ngày 6 tháng 3 năm 2007 vì bị cáo buộc hoạt động "tuyên truyền chống Nhà nước Cộng hòa Xã hội chủ nghĩa Việt Nam", và bị xóa tên khỏi danh sách Đoàn Luật sư Hà Nội.
Vào ngày 11 tháng 5 năm 2007, sau hơn hai tháng bị tạm giam, cô và Nguyễn Văn Đài được đem ra xét xử. Cô bị kết án 4 năm tù giam và 3 năm quản chế.
Ngày 6 tháng 3 năm 2010, Lê Thị Công Nhân thi hành xong 3 năm tù, cô được thả về và chịu sự quản chế tại địa phương.

## Hoạt động
Lê Thị Công Nhân tham gia phong trào đòi đa nguyên, đa đảng. Lê Thị Công Nhân đã từng viết tham luận, nội dung tố cáo Tổng Công đoàn Việt Nam hiện nay không bảo vệ quyền lợi của người lao động Việt Nam, Đảng Cộng sản Việt Nam vi phạm nhân quyền và kêu gọi thế giới hỗ trợ cả tinh thần lẫn vật chất để lập ra những công đoàn độc lập cho công nhân Việt Nam, thể hiện đúng chức năng của Đảng Cộng sản Việt Nam được nêu trong điều 4 Hiến pháp Việt Nam 1992. ("Đảng Cộng sản Việt Nam, đội tiên phong của giai cấp công nhân Việt Nam, đại biểu trung thành quyền lợi của giai cấp công nhân, nhân dân lao động và của cả dân tộc.")
Cô là phát ngôn viên công khai của Đảng Thăng Tiến Việt Nam, đã trả lời một số cuộc phỏng vấn của các đài, báo chí ngoại quốc và viết bài nói về thực trạng của Việt Nam. Vào tháng 12 năm 2006, trả lời cuộc phỏng vấn hội đoàn Lên Đường ở hải ngoại với những lời lẽ phê phán chỉ thị số 37/2006/CT-TTg của Thủ tướng chính phủ về việc quy định một số biện pháp tăng cường lãnh đạo và quản lý báo chí, cô nói: "Là một luật sư thì tôi xin khẳng định với những hiểu biết cá nhân của mình rằng chỉ thị 37-TTG ngày 29/11/2006 là hoàn toàn vi hiến".
Cô đã được mời tham dự Hội nghị Công đoàn Tự do tổ chức tại Warszawa (Vác-xa-va), thủ đô của Ba Lan (28 - 30 tháng 10 năm 2006), nhưng cô không tham dự được vì bị công an giữ lại trước khi lên máy bay.
Từ đầu tháng 12 năm 2006 đến tháng 2 năm 2007, cô đã cùng luật sư Nguyễn Văn Đài tổ chức các lớp học về dân chủ và nhân quyền, vận động giới thiệu các tổ chức như Đảng Dân chủ, Đảng Thăng Tiến Việt Nam, Khối 8406... cho một số sinh viên, trí thức và người khiếu kiện tại Văn phòng luật sư Thiên Ân. Theo báo Người Lao động: "một số người tham gia lớp học này đã viết đơn tố cáo hoạt động này".

## Sau khi ra tù
Ngày 4/11/2010, Lê Thị Công Nhân bị Công an Hà Nội bắt và đưa đi thẩm vấn khi đi ăn trưa với bạn học. Nội dung thẩm vấn là về các bài viết của cô.
Ngày 18/1/2011, cô bị công an chặn bắt tại bến xe Hai Bà Trưng khi cô định đi Hải Phòng thăm nhà dân chủ Vũ Cao Quận đang bị bệnh nặng, với lý do là vi phạm lệnh quản chế.
Ngày 10/8/2013, Lê Thị Công Nhân bị những người tự xưng là cựu chiến binh đánh đập trước sự chứng kiến của công an tại phường Phương Mai, quận Đống Đa, Hà Nội.

## Phản ứng xung quanh vụ án Lê Thị Công Nhân
Xung quanh vụ án Lê Thị Công Nhân có các chiều hướng phản ứng khác nhau:

### Theo hệ thống truyền thông nhà nước Việt Nam
Các báo và đài trong hệ thống truyền thông của nhà nước Việt Nam đều phê phán Lê Thị Công Nhân và cho rằng vụ án này cần được xử lý nghiêm khắc. Báo Lao động gọi việc Lê Thị Công Nhân gặp gỡ và cùng hoạt động đòi đa nguyên, đa đảng với Nguyễn Văn Đài là "Ngưu tầm Ngưu".
Cũng theo hệ thống truyền thông tại Việt Nam, Nguyễn Văn Đài và Lê Thị Công Nhân còn đứng ra mở một số lớp học nhằm tuyên truyền chống Nhà nước, vận động giới thiệu cho các tổ chức bất hợp pháp, do những đối tượng chống đối thành lập, như: Đảng Dân chủ thế kỷ 21, Đảng Thăng Tiến Việt Nam, Khối 8406...
Theo các báo trong nước, hoạt động của Lê Thị Công Nhân đã gây phẫn nộ đối với quần chúng nhân dân và dư luận xã hội; nhân dân đã tỏ rõ thái độ bất bình tại các cuộc họp dân phố, sự xử lý của pháp luật cũng đã được dư luận hoan nghênh.

### Theo hệ thống truyền thông quốc tế
Trong khi đó, một số tổ chức quốc tế, trong đó có Quốc hội Hoa Kỳ, Liên minh châu Âu, Ân xá Quốc tế, Tổ chức Theo dõi Nhân quyền, Phóng viên Không biên giới, đã lên tiếng phản đối việc Lê Thị Công Nhân bị bắt giữ và xét xử. Các tổ chức này kêu gọi chính quyền Việt Nam trả tự do cho hai người và một số nhân vật bất đồng chính kiến khác. Những tổ chức này cho rằng việc bắt bớ các nhân vật đối kháng bất bạo động là vi phạm quyền tự do ngôn luận và hội họp, những quyền được Hiến pháp Việt Nam bảo vệ trong Điều 69 và được bảo đảm theo công ước quốc tế mà Việt Nam đã ký kết. Đồng thời họ cho rằng việc xét xử các nhân vật bất đồng chính kiến là theo kiểu các tòa án ở Liên Xô thời Stalin, chỉ là hình thức mà thôi.
Theo hệ thống truyền thông của người Việt hải ngoại, đã có những phản ứng phản đối đối với vụ án này.
Một số hội đoàn của người Việt hải ngoại đã đăng những bài thơ, bài hát ca ngợi Lê Thị Công Nhân, trong đó sử dụng những từ như "thiên thần", "anh thư của nước Việt", "bông hồng có ánh thép". Nhạc sĩ Trúc Hồ viết bài hát "Thiên thần trong bóng tối" nhằm vinh danh luật sư Lê Thị Công Nhân, được trình bày trên video Mùa hè rực rỡ của Trung tâm Asia.

## Giải thưởng
Luật sư Lê Thị Công Nhân cùng với Luật sư Nguyễn Văn Đài và Giáo sư Hoàng Minh Chính đã được Mạng lưới Nhân quyền Việt Nam trao Giải Nhân quyền Việt Nam năm 2007. Luật sư Lê Thị Công Nhân là một trong tám người Việt Nam được tổ chức Theo dõi nhân quyền Human Rights Watch (HRW), một tổ chức phi chính phủ, trao giải thưởng Hellman/Hammett năm 2008.